# Palpomorda
Palpomorda là một chi bọ cánh cứng trong họ Mordellidae.
Chi này được miêu tả khoa học năm 1969 bởi Ermisch.

## Các loài
Chi này gồm các loài:
- Palpomorda paradoxa Ermisch, 1969